# 아메리칸 저스티스
아메리칸 저스티스(American Siege)는 미국에서 제작된 에드워드 드레이크 감독의 2021년 액션, 스릴러 영화이다. 브루스 윌리스 등이 주연으로 출연하였다.

## 출연

### 주연
- 브루스 윌리스
- 티모시 V. 머피